# Allée de Montfermeil
L'allée de Montfermeil est une voie de communication située au Raincy, à Clichy-sous-Bois et à Gagny. Elle suit en partie le tracé de la route départementale 117.

## Situation et accès
Orientée ouest-est, elle part de l'avenue de la Résistance, traverse le rond-point de Montfermeil, puis le rond-point de la Limite, anciennement porte de Montfermeil.
Le côté nord passe ensuite sur le territoire de la ville de Clichy-sous-Bois, tandis que le sud se trouve à Gagny.
Elle se termine au carrefour de l'allée de Gagny et de la rue du 19-Mars-1962, dans le prolongement de l'avenue Jean-Jaurès à Montfermeil.

## Origine du nom
Cette allée tient son nom de la ville de Montfermeil vers laquelle elle se dirige.

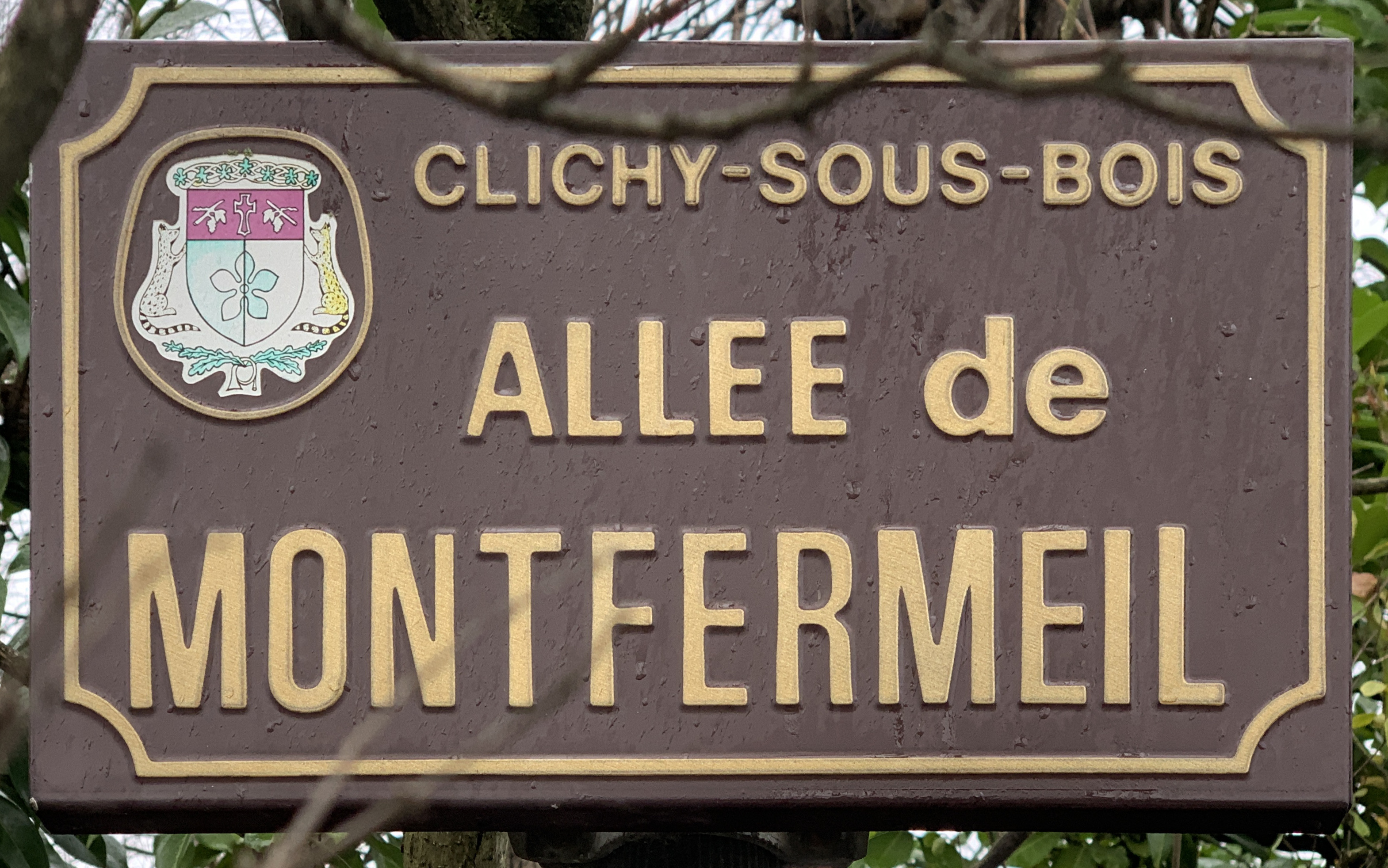
Plaque à Clichy.
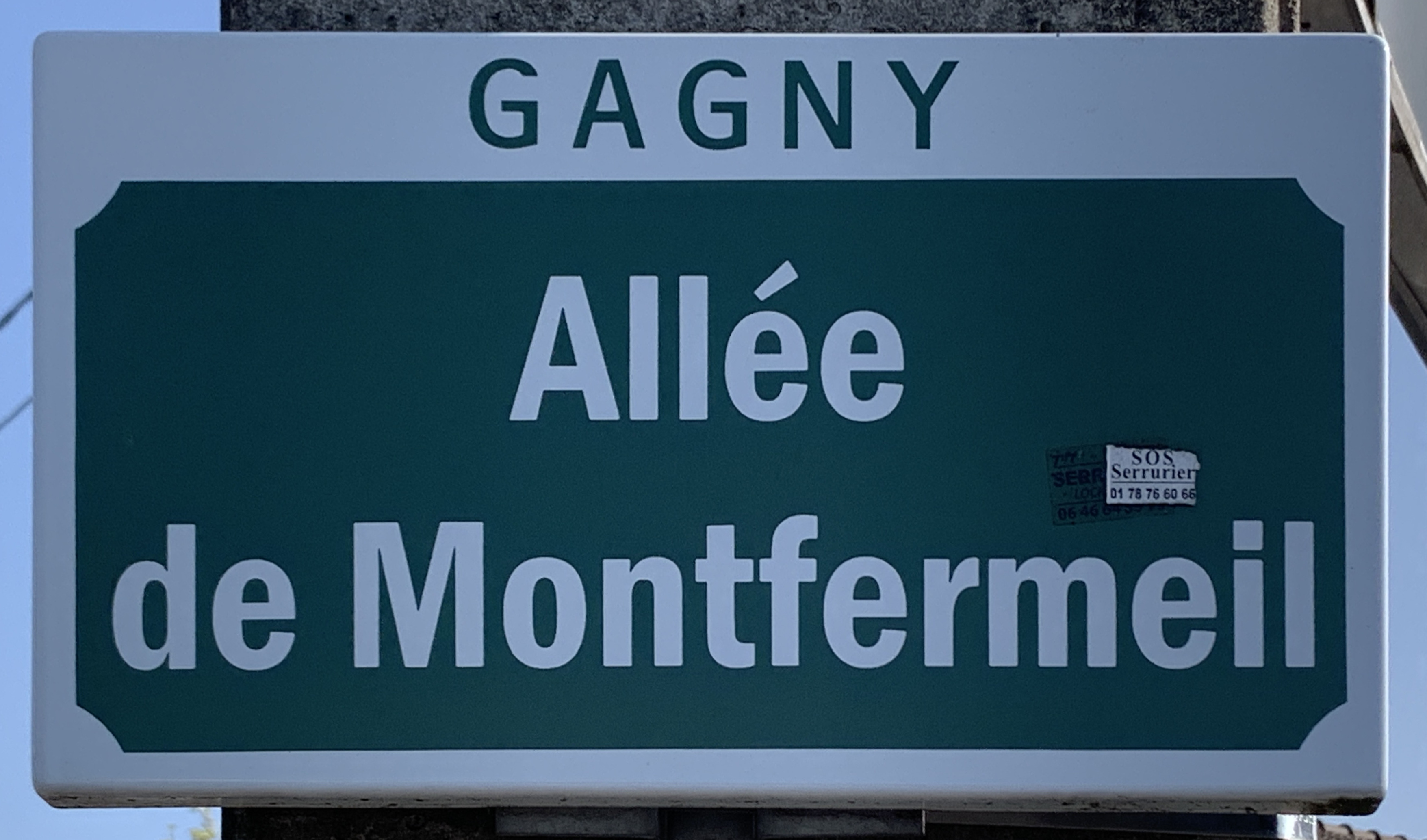
Plaque à Gagny.
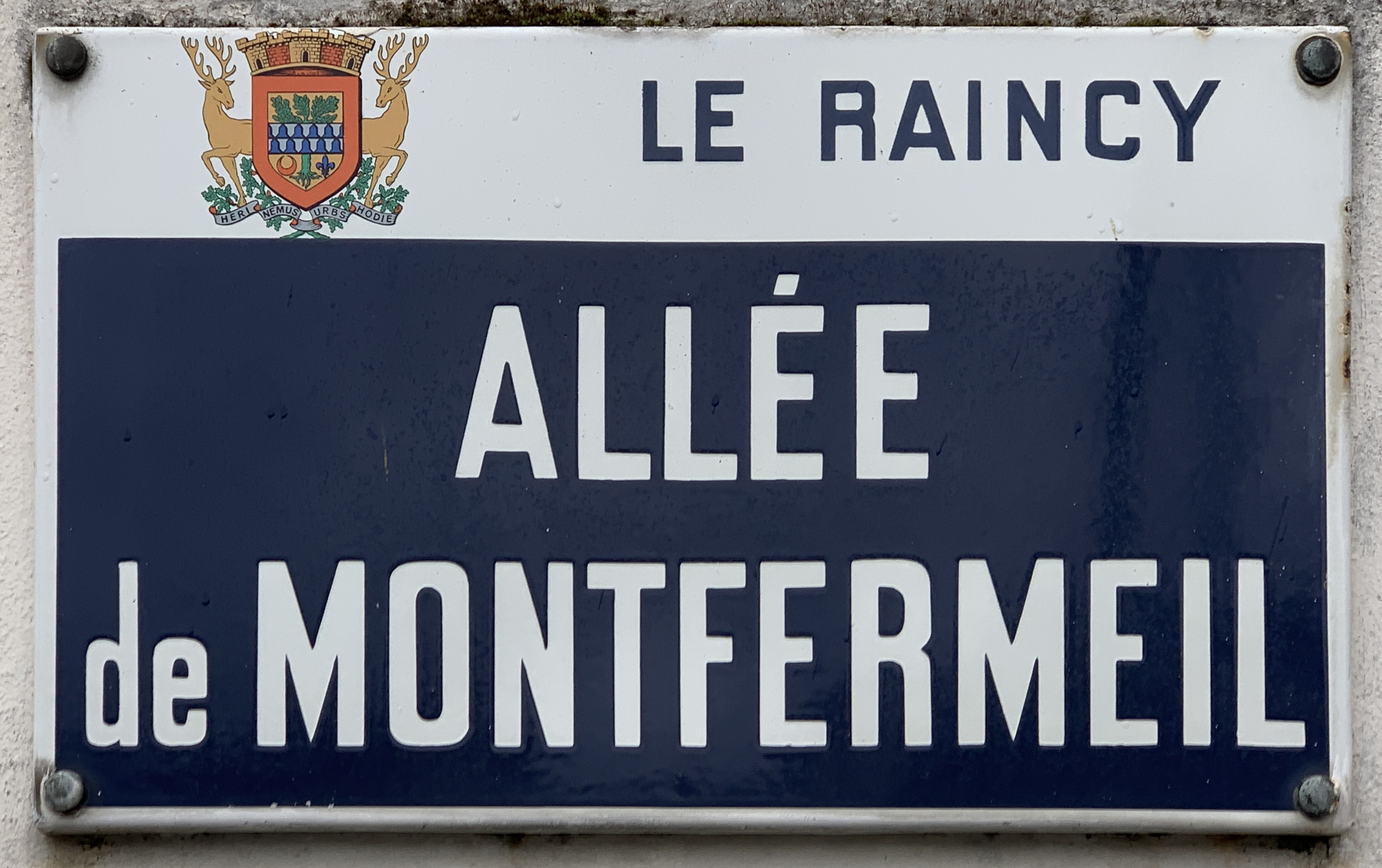
Plaque au Raincy.

## Historique
Cet axe était autrefois parcouru par le tramway du Raincy à Montfermeil.

## Bâtiments remarquables et lieux de mémoire

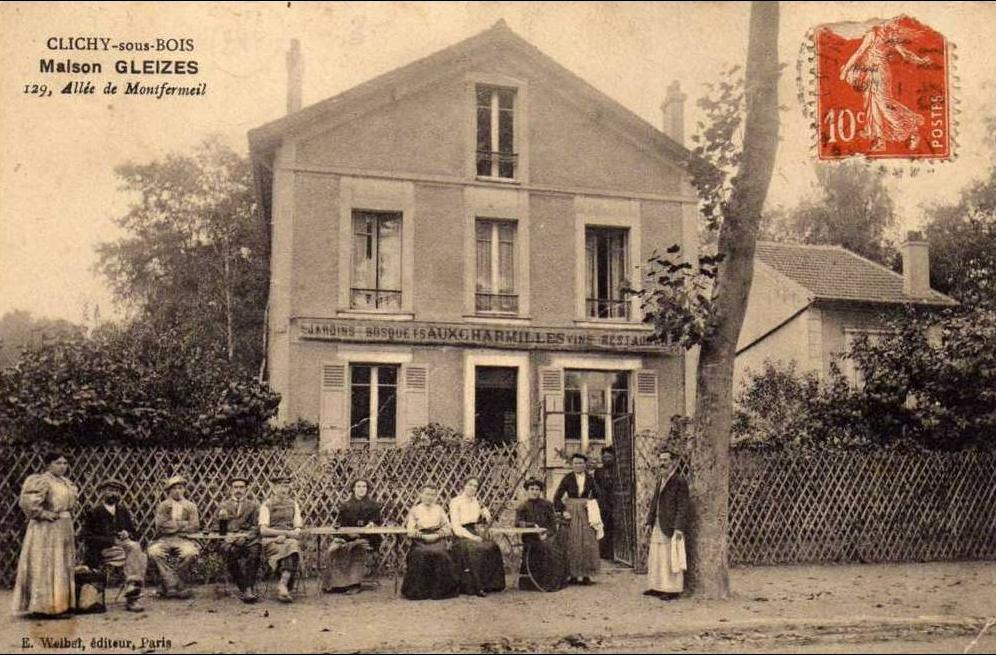
Clichy-sous-Bois: Allée de Montfermeil dans sa partie est.

- Église Sainte-Bernadette de Gagny[4], consacrée en 1936.
- Promenade de la Dhuis, sur le tracé de l'aqueduc de la Dhuis.
- Le 27 août 1944, Paul Tessier (SOE), capitaine de l'armée britannique, est arrêté par une patrouille allemande, et abattu par un tir de mitraillette, devant le numéro 229 de l'allée de Montfermeil. Une plaque à son nom a été apposée à cet endroit[5].